# Kaylin Irvine
Kaylin Irvine (3 september 1990) is een voormalig Canadees langebaanschaatsster. Ze was met name goed op de sprintafstanden, de 500 en 1000 meter.

## Carrière

### Junioren
Bij de wereldbeker schaatsen junioren 2009/2010 zorgde Kaylin Irvine voor een opmerkelijke prestatie door in één weekend vijf afstanden te winnen, twee keer de 500, maar ook de 1000, de 1500 en de 3000 meter.

### Senioren
Irvines debuut op een WK bij de senioren was op de wereldkampioenschappen schaatsen sprint 2012 waar ze 23e werd. Bij de wereldkampioenschappen schaatsen afstanden 2012 - 1000 meter vrouwen werd ze 17e.
Een jaar later werd ze op de wereldkampioenschappen schaatsen afstanden 2013 - 1000 meter vrouwen 13e waarna ze een dag later ook 18e werd op de 500 meter.

## Persoonlijke records
| Afstand    | Tijd    | Datum            | Baan    |
| ---------- | ------- | ---------------- | ------- |
| 500 meter  | 37,26   | 1 februari 2020  | Calgary |
| 1000 meter | 1.14,41 | 7 februari 2020  | Calgary |
| 1500 meter | 1.58,90 | 22 maart 2015    | Calgary |
| 3000 meter | 4.17,56 | 21 november 2009 | Calgary |

## Resultaten
| Jaar | WK Sprint                | WK Afstanden          | Olympische Spelen | WK Junioren                             |
| ---- | ------------------------ | --------------------- | ----------------- | --------------------------------------- |
| 2010 |                          |                       |                   | 14e (6e, 19e, 9e, 16e) 4e achtervolging |
|      |                          |                       |                   |                                         |
| 2012 | 23e (25e, 23e, 24e, 20e) | 17e 1000m             |                   |                                         |
| 2013 |                          | 18e 500m 13e 1000m    |                   |                                         |
| 2014 |                          |                       | 18e 1000m         |                                         |
|      |                          |                       |                   |                                         |
| 2016 |                          | 15e 1000m             |                   |                                         |
| 2017 |                          | 19e 500m 18e 1000m    |                   |                                         |
| 2018 |                          |                       | 23e 1000m         |                                         |
| 2019 | 14e (13e, 16e, 11e, 17e) | 14e 500m · teamsprint |                   |                                         |
| 2020 | 9e (8e, 14e, 11e, 12e)   | DNF 500m              |                   |                                         |
| 2021 |                          | 12e 500m 14e 1000m    |                   |                                         |